# Roberto Mangabeira Unger
Roberto Mangabeira Unger (Rio de Janeiro, 24 de março de 1947) é um filósofo e teórico social brasileiro. É professor da Universidade Harvard e por duas vezes foi ministro-chefe da Secretaria de Assuntos Estratégicos da Presidência da República do Brasil. Sua obra de filosofia, teoria social e direito é citada por intelectuais do porte de Jürgen Habermas e Richard Rorty.
No centro de sua filosofia está a visão de que a humanidade é maior que os contextos nos quais ela é colocada. Ele vê cada indivíduo possuidor da capacidade de ascender a uma vida melhor. Na raiz de seu pensamento social está a convicção de que o mundo é feito e imaginado. Seu trabalho parte da premissa de que nenhum arranjo social, político ou econômico natural é subjacente à atividade individual ou social. Direitos de propriedade, democracia liberal, trabalho assalariado - para Unger, todos são artefatos históricos que não têm relação necessária com os objetivos da atividade humana livre e próspera. Para Unger, o mercado, o estado e a organização social humana não devem ser estabelecidos em arranjos institucionais predeterminados, mas precisam ser deixados abertos à experimentação e revisão de acordo com o que funciona para o projeto de emancipação individual e coletiva. Fazer isso, ele afirma, permitirá a libertação humana.
Unger postula duas concepções-chave: primeiro a infinitude do indivíduo e, em segundo lugar, a singularidade do mundo e a realidade do tempo. A premissa por trás do infinito do indivíduo é que nós existimos dentro dos contextos sociais, mas somos mais do que os papéis que esses contextos podem definir para nós - podemos superá-los. Nos termos de Unger, estamos tanto "ligados ao contexto e transcendendo o contexto", como "o espírito corporificado"; como "o infinito aprisionado dentro do finito". Para Unger, não há estado natural do indivíduo e seu ser social. Pelo contrário, somos infinitos em espírito e desvinculados do que podemos nos tornar. Como tal, nenhuma instituição ou convenção social pode nos conter. Embora as instituições existam e moldem nossos ser e nossas interações, podemos mudar sua estrutura a as extensões que nos aprisionam.

## Biografia
Em 1971, tornou-se um dos mais jovens professores da Universidade Harvard. Segundo Perry Anderson, "como Edward Said ou Salman Rushdie, Mangabeira faz parte daquela constelação de intelectuais do Terceiro Mundo, ativa e eminente no Primeiro Mundo, sem ser assimilada por ele, cujo número e influência estão destinados a crescer". Para Anderson, Mangabeira é "uma mente filosófica do Terceiro Mundo que vira a mesa para se tornar um sintetizador e profeta do Primeiro Mundo".
Paralelamente ao desenvolvimento de seu projeto teórico, Mangabeira tem atuado na política brasileira desde a abertura política durante o regime militar, na década de 1970. Em 2007, após ter sido um crítico do primeiro mandato do presidente Lula, passou a integrar o ministério do governo federal, em outubro de 2007 e permaneceu até junho de 2009 como ministro de Assuntos Estratégicos. Ao ser nomeado por Lula em 2008, antes de assumir a coordenação do Plano Amazônia Sustentável, declarou:
| “ | Quem acha natural que o desenvolvimento da Amazônia seja assumido por um Ministério do Meio Ambiente simplesmente não entende que a Amazônia é mais do que uma floresta. Um Ministério de Meio Ambiente carece dos instrumentos para lidar com todos os muitos problemas de transporte, energia, educação e indústria que são necessários para formular e implementar um programa abrangente de desenvolvimento. | ” |

Em 2009, deixou a Secretaria de Assuntos Estratégicos (SAE) para retornar às suas atividades em Harvard. Em fevereiro de 2015, foi novamente convidado a chefiar a SAE no segundo mandato da presidente Dilma Rousseff. Em 14 de setembro de 2015 pediu para deixar o cargo, levando o ministério a ser extinto.

### Início
Seu avô materno foi o líder baiano Otávio Mangabeira – que exerceu os cargos de governador do seu Estado, senador, chanceler e ministro, tendo sido seu grande exemplo. Através dele, Mangabeira conheceu e ficou fascinado pelo mundo político. Em 1938, perseguido pelo Estado Novo, Octavio Mangabeira partiu com a família para seu segundo exílio, com destino à Europa, fixando-se mais tarde em Nova Iorque, onde trabalhou como tradutor da revista Reader's Digest. Lá, sua filha Edyla conheceu o advogado alemão naturalizado estadunidense Arthur Unger, com quem se casaria e teria os filhos Roberto e Nancy. Roberto Mangabeira Unger é também sobrinho neto do político João Mangabeira e do poeta Francisco Mangabeira, e primo de segundo grau do político Francisco Mangabeira (filho de João).
Roberto nasceu no Rio de Janeiro, em março de 1947, sendo levado aos quatro meses de idade a Nova Iorque, Estados Unidos, onde foi criado e viveu até os onze anos, quando seu pai faleceu em decorrência de um infarto. Por ter sido criado dos quatro meses aos onze anos nos EUA, sem falar português em casa, adquiriu seu característico sotaque carregado. Também, por ter sido educado na infância nos Estados Unidos e, na adolescência, no Brasil, Mangabeira Unger diz ter experimentado o contraste dos sistemas educacionais e das culturas dessas duas sociedades.
Quando criança, passava as férias de verão em Salvador. De volta ao Brasil, cursou o ensino médio no tradicional Colégio Santo Inácio, no Rio de Janeiro. Formou-se em direito, na Universidade Federal do Rio de Janeiro (UFRJ) e continuou seus estudos na Universidade Harvard, onde passou a lecionar no início da década de 1970. Nessa mesma época, em 13 de janeiro de 1971, sua irmã Nancy, ex-militante do PCBR, foi incluída no grupo de prisioneiros políticos libertados e banidos do Brasil, em troca da libertação do  embaixador suíço, Giovanni Bucher, que havia sido sequestrado por membros da Vanguarda Popular Revolucionária.
Nos Estados Unidos, Unger percorreu, desde o fim dos anos 1960, notável trajetória acadêmica, alcançando muito jovem a posição de professor titular da Universidade Harvard e, desde meados da década de 1980, a de membro vitalício eleito da Academia de Artes e Ciências dos Estados Unidos, considerada uma das mais prestigiadas instituições daquele país. Em 1991 foi professor daquele que seria o futuro presidente dos Estados Unidos, Barack Obama.
A amplitude e a profundidade de seus interesses no plano da teoria social contemporânea, assim como o impacto de suas formulações no pensamento jurídico americano, "mudando o currículo de muitas de nossas escolas de direito e a autoimagem de muitos de nossos advogados", segundo Richard Rorty, acompanhada pela erudição que lastreava seus primeiros trabalhos, logo deixavam evidentes - não só nos Estados Unidos, mas também em vários círculos acadêmicos da Europa - que surgia um scholar de extração superior que o tempo só fez confirmar.

#### Prática filosófica e influências
Filosofia, de acordo com a prática intelectual exemplificada pelo trabalho de Mangabeira, é a mente em luta, insistindo em sua prerrogativa de lidar com o que mais importa, afirmando o primado da visão sobre o método e testando os limites das disciplinas especializadas e dos métodos a que elas estão unidas. É a prática intelectual mais expressiva do homem como espírito encarnado. Como a política, trata de tudo e exige tudo de quem irá praticá-la. Não é, como costumava ser, uma superciência alistada no serviço de autoajuda: uma preparação para a morte. Nem é o que por vezes tem-se agora: a polícia do pensamento que professa o que temos o direito de dizer e acreditar.
Sua autoridade depende da sua fecundidade. Se ela viceja a metanível, discutindo métodos (como o contraste suposto entre o contratualismo kantiano e as abordagens consequencialistas na filosofia moral), mantém-se estéril e vazia, quando ela não se torna um adereço retórico para uma linha que temos independentemente deliberado tomar. Sua autoridade metodológica deve mostrar o seu valor em suas implicações para a reorientação da vida, a reconstrução da sociedade, e a revisão de nossas crenças sobre o mundo manifesto.
O modelo de prática filosófica aqui exposto é o mais próximo daqueles filósofos que, como Aristóteles e Hegel, procuraram formar uma visão de conjunto da realidade, usando e resistindo ao conhecimento especializado de seu tempo. Pode ser lido em muitos aspectos como um pragmatismo radical (radicalizado intelectualmente e politicamente) e, em outros aspectos, como uma tentativa definitiva para desengatar ideias e experiências que se desenvolveram no Ocidente sob a influência do cristianismo das categorias da filosofia grega. Em algumas de suas preocupações (por exemplo, a realidade do tempo), tem afinidades com a filosofia de Henri Bergson. Engaja-se (quase sempre implicitamente) à filosofia de Hegel, repudiando, no entanto, as ideias de uma evolução pré-determinada do espírito e de um lugar definitivo de descanso. Trai a influência do romantismo e do existencialismo como vozes poderosas da luta com o mundo, mas rejeita a ideia romântica e existencialista de que podemos ser plenamente humanos apenas por entrar em guerra - uma guerra que o romântico e o existencialista acreditam que estamos condenados a perder - contra a estrutura, entendida como rotina e a repetição. É, em alguns sentidos, o inverso da filosofia de Schopenhauer, afirmando, como ela, o valor supremo da vida, da realidade e da profundidade de si mesmo sem a abstenção da vontade. Ela se afasta do bater dos tambores de Nietzsche na presença da morte, em relação a este triunfalismo desesperado como um desvio e um mal-entendido sobre quem somos e sobre o que podemos nos tornar.
Dois conjuntos de influências intelectuais combinam-se com essas da história da filosofia ocidental. Uma delas é a teoria social clássica, especialmente a teoria social de Karl Marx, considerado como o exemplo mais talentoso na expressão das ideias e das ilusões daquela tradição teórica. O outro é o romance europeu dos séculos XIX e XX, visto como uma fonte incomparável de insights sobre nossa experiência e autoentendimento.[carece de fontes?]

## Pensamento
Os dois núcleos centrais de ideias do trabalho de Mangabeira estão em Teoria Social e Filosofia. Ele aproximou-se tanto do direito quanto da economia como terrenos para o desenvolvimento de um modo de pensar sobre a sociedade e sobre a história. A este respeito, a sua atitude para com as oportunidades intelectuais apresentadas pelo direito e pela economia é semelhante àquela de Max Weber, com as muitas diferenças resultantes das pretensões programáticas e do alcance filosófico e das ambições do seu trabalho.
Suas ideias sobre o direito e sobre a economia são extensões de seu trabalho na teoria social. A vocação do pensamento jurídico e da economia política é servir como disciplinas gêmeas da imaginação institucional. Ao mesmo tempo, as suas ideias em direito e economia servem como pontes entre a sua teoria social explicativa e suas ideias programáticas (embora haja também uma ponte direta dentro da sua própria teoria social).

### Teoria social
Em relação à teoria social, uma dentre as muitas abordagens plausíveis para a interpretação do pensamento de Mangabeira é aquela que ele indica explicitamente: a radicalização da visão central da teoria social clássica sobre a natureza da ordem social, entendida como construída e imaginada, contra todos os compromissos e concessões que a cercam, decompondo essa visão na história do pensamento social clássico.
Se Mangabeira tivesse tomado qualquer teórico social como modelo, este seria Karl Marx. A sua teoria da sociedade é de muitas maneiras um esforço para elaborar uma alternativa abrangente à teoria de Marx: uma alternativa que sustenta a intuição principal da sua obra - e na verdade de toda a teoria social clássica -, de que nós somos os criadores da sociedade e de suas estruturas, mas que procura resgatar essa intuição das concessões daquilo que ele denomina de teoria social de estrutura profunda, que a limita e a enfraquece: o fatalismo histórico que somente desperta a heróica vontade transformadora à custa de ilusão. A esse respeito, o seu trabalho coloca-se contra a tendência do pensamento neomarxista ou pós-marxista de tentar transformar as ideias de Marx mais aceitáveis e plausíveis, diluindo-as em vez de substituí-las: por exemplo, ao abandonar a ideia de que existem leis de transformação dirigidas numa sequência de "modos de produção", reafirmando, porém, a ideia de que existe uma lista fechada de tais sistemas. Em certo sentido, a sua atitude para com Marx não a de quem considera que ele foi longe demais, mas sim a de que ele não foi longe o suficiente.
O programa intelectual de sua teoria social consiste no esforço para superar as limitações da teoria social clássica e das ciências sociais positivas contemporâneas. A teoria social clássica afirma (pelo menos desde Montesquieu) a importância do que Mangabeira chama, em “False Necessity”, de definições institucionais e ideológicas formativas da vida social e, portanto, a importância da descontinuidade estrutural na história, mas depois entrega muito da força e da substância dessas ideias à combinação de explicação funcional com as suposições de estrutura de profunda, produzindo uma narrativa mitológica de mudança inexorável em grande escala histórica. A ciência social positiva contemporânea rejeita essa mitologia, mas ao fazê-lo também descarta a visão indispensável acerca das rupturas.
Um ponto crucial importante na interpretação da teoria social de Mangabeira é o perigo de interpretá-la como uma espécie de voluntarismo teórico, segundo a qual tudo é contingente e tudo pode acontecer. A tarefa explicativa é fornecer um relato que faça justiça à realidade dos constrangimentos e das restrições sobre a ideia de transformação sem subscrever a ideia equivocada de que tais constrangimentos resultam de um script de evolução histórica que estamos condenados a desenvolver. Assim, por exemplo, na primeira metade do capítulo quatro de False Necessity, ele fornece uma detalhada alternativa genealógica dos arranjos institucionais dominantes das sociedades contemporâneas. Esta genealogia se destina a explicar a sua precedência de forma a desmistificá-los e reivindicar que a sua abertura para a revisão radical é possível. Na segunda metade desse mesmo capítulo, ele oferece uma teoria da relação entre constrangimentos estruturais e transformação que dispensa inteiramente cada uma das ilusões das necessidades falsas: a de que há uma lista fechada na história do mundo de possíveis sistemas institucionais para a organização da sociedade; que cada um desses sistemas é indivisível, permanecendo ou caindo juntos (de modo que temos de escolher, se é que podemos escolher, entre a substituição revolucionária de um para outro e o ajuste reformista de um deles); e que a sucessão de tais sistemas é impulsionada por leis inexoráveis de mudança.
Nos estudos histórico-comparativos de Plasticity into Power, Mangabeira mostra como esta genealogia institucional alternativa e esta explicação da relação entre transformação e constrangimento pode orientar a prática de explicação histórica que se recusa a escolher entre necessidade falsa e voluntarismo. Um tema principal surge entre a explicação prática de sua teoria social e sua ação no pensamento programático: a imaginação de alternativas para as sociedades contemporâneas. A desnaturalização da ordem institucional e ideológica da sociedade – isto é, o estabelecimento de ordens que se tornam mais abertas para desafios e mudanças - gera uma vasta gama de benefícios materiais e morais. Plasticidade torna-se poder. Ela também pode tornar-se liberdade.
Desde que começou o seu trabalho, os materiais para a reorientação do pensamento que propõe se multiplicaram. A riqueza do trabalho especializado pode ser mobilizada na direção que Mangabeira advoga. No entanto, a luta intelectual decisiva que ele procura travar ainda não ocorreu. Uma das razões é que as partes do mundo com os maiores recursos intelectuais - os países do Atlântico Norte - são também as menos hospitaleiras para uma reimaginação fundamental das possibilidades a respeito da vida social. Por outro lado, o resto do mundo - que tem todos os motivos para estar mais interessado e simpático a uma agenda como a esboçada por ele - não é somente deficiente em recursos intelectuais, mas também dobrado sob o jugo do colonialismo mental. Permanecem subjugadas por supostas ortodoxias, importadas do mundo do Atlântico Norte, que são de fato heresias. Elas contradizem o que é mais profundo e mais defensável na tradição intelectual, espiritual e política do Ocidente .

### Pensamento jurídico
A teoria do direito de Mangabeira deve ser compreendida como uma extensão do seu trabalho na teoria social e na filosofia. Ele enxerga o direito como o local de uma crucificação: o lugar onde os nossos ideais e interesses são pregados na cruz das instituições e dos arranjos que os representam, de fato.
Os seus três livros sobre Direito representam três momentos no seu pensamento. Em “O Direito na sociedade moderna”, o foco recai sobre o direito como uma cunha de compreensão histórica comparativa, assim como em Max Weber e Henry Maine. Ele trata os nossos pressupostos atuais sobre o direito como um caso especial, uma variante de possibilidades mais amplas.
Em “The Critical Legal Studies Movement”, a ênfase recaiu sobre a descrição e exemplificação detalhada de um estilo de análise jurídica que rompe com o estilo idealizante baseado em princípios e políticas públicas orientadas, de argumentação jurídica que mais tarde denominei de “análise jurídica racionalizadora”. Esse estilo é agora visto nos grandes centros do pensamento jurídico (a começar pelos Estados Unidos e a Alemanha) como sequela providencial da doutrina formalista do século XIX. Ele se opõe radicalmente a ele, e começa neste livro a discutir uma alternativa. Parece mais fecundo associar “critical legal studies” - um evento intelectual transitório, mas imensamente útil - com a reinvenção do pensamento jurídico como uma prática de imaginação institucional e não com duas tendências familiares que considero intelectual e politicamente estéreis. Uma dessas tendências é a indeterminação radical (ou desconstrução): o texto pode significar tudo o que queremos que signifique. O outro é uma espécie de neofuncionalismo marxista, com foco em “fases” ou “variedades” do capitalismo e nas formas de direito e de pensamento jurídico que acompanham cada um deles.
Em O Direito e o Futuro da Democracia - o seu trabalho mais abrangente na teoria do direito - ele explora e critica a prática dominante de “racionalização” do direito e argumenta a favor de uma alternativa, dentro e, sobretudo, fora do ambiente de aplicação judicial. Relaciona a sua perspectiva socioteórica com a posição na teoria jurídica e as suas intenções programáticas explícitas. Em alguns sentidos, esse livro aponta tópicos e temas mantidos à parte nos dois primeiros livros sobre o direito. Para ele nosso entendimento do direito é contaminado pela nossa dificuldade de compreender como as estruturas institucionais da vida social são feitas e refeitas, pois o direito é, como dizia Hegel, a forma institucional da vida de um povo.
O que anima o argumento desse livro é uma visão de um futuro alternativo para o pensamento jurídico. O pensamento jurídico intencional, generalizante e idealizado no vocabulário das políticas públicas e princípios é atualmente promovido em todo o mundo como o que deve ser a superação da doutrina formalista (erroneamente entendida como interpretação literal e mecânica da lei, e não como o enunciado da noção - compartilhada pelo marxismo - de que cada tipo de organização social tem embutido um conteúdo jurídico pré-determinado). Essa campanha intelectual e política está a serviço da reprodução de um repertório muito restrito de arranjos institucionais oferecidos atualmente no mundo: um destino contra o qual devemos nos rebelar. Ele não tem qualquer ilusão de que este estilo dominante de análise jurídica será derrubado no curto prazo no mundo do Atlântico Norte. A sua preocupação premente é trabalhar para a sua rejeição no resto do mundo, em favor de uma prática alternativa de pensamento jurídico, que nos ajude a renovar e a ampliar o repertório de alternativas institucionais disponíveis para as sociedades contemporâneas.
Um tema constante dos esforços de Mangabeira na teoria jurídica é a recuperação e reconstrução da doutrina jurídica como uma prática intelectual. Duas ideias contrastantes de direito têm lutado pela supremacia na história do pensamento jurídico: o direito (ou doutrina jurídica) como a revelação ou a melhora de uma ordem imanente da sociedade, revelado e aperfeiçoado ao longo do tempo pelos juristas, e o direito como feito pela vontade soberana do Estado e, em seguida, só retrospectivamente interpretado pelos juristas. Ambas as concepções de direito são profundamente incompletas. Não funcionam na prática sem confiança implícita em um terceiro elemento: a estrutura oculta, real, inexplicável e injustificada da sociedade. Nossas ideias sobre tais estruturas - sobre como eles fazem e devem ser refeitas - continua nos perturbando e desorientando. Formar uma ideia melhor tem sido a principal tarefa da sua teoria social.
Os livros de Mangabeira sobre direito não devem ser lidos apenas no âmbito das controvérsias contemporâneas na teoria do direito. Devem também ser vistos como uma tentativa de recuperar e reconstruir a antiga ideia de doutrina jurídica a serviço de uma nova maneira de se relacionar direito como ordem moral imanente, direito como vontade da soberania, e de direito como uma estrutura real da sociedade, não mais deixada nas sombras.

### Economia
Se o pensamento jurídico é um terreno para o desenvolvimento da teoria social explicativa e de ideias programáticas de Mangabeira sobre as possibilidades de mudança nas sociedades, o pensamento econômico não é diferente. As preocupações de seu artigo inicial sobre essa área intitulado “Illusions of Necessity in the Economic Order” são desenvolvidas mais de trinta anos depois em “A Reinvenção do Livre Comércio – A divisão do trabalho no mundo e método da economia”. Agora está começando a delinear outro livro sobre economia, “Economics as the Theory of Production”, que espera escrever com sua mulher, Tamara Lothian, com que já escreveu o ensaio “Crisis, Slump, Superstition, and Recovery – Thinking and acting beyond vulgar Keynesianism”.
O seu programa intelectual na economia é esboçado nos capítulos 2 e 3 de a Reinvenção do Livre Comércio (incluindo a longa nota no final do Capítulo 2). Tal programa emerge de quatro críticas sobrepostas a respeito da prática dominante da economia pós-marginalista.
1. A dissociação da análise econômica pura da investigação causal. Uma estratégia de imunidade para fugir da controvérsia empírica e normativa, cujo resultado leva à situação em que a economia para ser pura e coerente tem de ser vazia. O abuso de matemática é um dos subprodutos.
2. O fracasso para desenvolver uma teoria da diversidade das coisas em que o mecanismo de seleção competitiva é operado através de um mercado. Assim, funciona como a metade da síntese neodarwinista na biologia contemporânea: a metade sobre a seleção natural sem a outra metade referente à variação genética.
3. A ausência de visão institucional, incluindo a visão institucional de formas alternativas de uma economia de mercado. O espírito da ausência é psicológico e anti-institucional. A assim chamada economia institucional é na maior parte uma economia anti-institucional. Ela explica erroneamente a evolução do cenário institucional da atividade econômica pelos mesmos métodos e movimentos da atividade econômica rotineira que ocorre dentro de uma estrutura estabelecida. Não é capaz de perceber que uma vez alterado alguns dos pressupostos de um arranjo institucional as ações dos agentes podem se alterar.
4. A falta de uma visão sobre produção. A produção é vista por quase toda a economia pós-marginalista (incluindo o keynesianismo) como uma extensão sombria do sistema de trocas. Keynes criticou clássicos da economia pré-marginalista por proceder como se a economia fosse uma economia de escambo, sem o dinheiro. A tradição dominante da economia (Keynes inclusive) comete o pecado inverso: trata a economia como se o mundo da produção pudesse ser entendido como um espetáculo para o mundo das transações de mercado.

Tanto o programa na teoria social como os escritos programáticos de Mangabeira apontam em outra direção para a economia política. Os escritos antigos são exemplos fragmentários de outra concepção de economia. São seus trabalhos mais concretos sobre o desperdício da oportunidade de transformação representado pela crise financeira e econômica mundial de 2007-2009. (Ver, em particular, “Crisis, Slump, Superstition, and Recovery: Thinking and Acting Beyond Vulgar Keynesianism”, com Tamara Lothian).
Adam Smith e Karl Marx foram os dois maiores economistas. O pensamento econômico deles não sofreu de qualquer um dos quatro defeitos acima enumerados. No entanto, a falha de suas teorias caracteriza-se pela relativa pobreza de imaginação institucional e, mais genericamente, pela aposta na combinação de pressupostos de estrutura profunda com explicação funcionalista, que caracteriza toda a teoria social clássica.
Para Mangabeira a Economia deve e pode ser uma teoria social abrangente aplicado às realidades e possibilidades de produção e de troca. Seus interesses cognitivos estão intimamente ligados aos seus usos programáticos. Aqui, como sempre, insight sobre o real é inseparável da imaginação do possível adjacente.

### Pensamento programático: alternativas para sociedades contemporâneas
Uma das formas que o trabalho de Mangabeira difere-se daqueles dos teóricos sociais clássicos é por sua explícita orientação programática. Escritos sobre alternativas – especialmente alternativas institucionais – para as sociedades contemporâneas constituem uma preocupação constante do seu trabalho. Teoria social antinecessitária informa este trabalho programático, que por sua vez serve como provocação para o aprofundamento do conhecimento teórico.
O trabalho programático é levado adiante no livro “Política”, especialmente nos capítulos 4 e 5 de “False Necessity”, em “Democracia Realizada” e em “O que a esquerda deve propor” e em vários artigos, entrevistas e cursos. Ele escreveu (com Cornel West) “O futuro do progressismo americano”, procurando encontrar um vocabulário americano que tornasse as ideias acessíveis e atraentes nos Estados Unidos. Ele tem buscado uma variedade de textos programáticos direcionados para outros contextos nacionais: por exemplo, “Espana y Su Futuro”, publicado como um livreto.
O conjunto mais detalhado dos seus textos programáticos está, no entanto, em Português e trata do Brasil. Ele tem publicado trabalhos de orientação explicitamente programática no Brasil (especialmente uma “Alternativa Transformadora: Como democratizar o Brasil” e, com Ciro Gomes, “O Próximo Passo: Uma alternativa ao neoliberalismo”). Por períodos de vários anos a fio, teve uma coluna semanal em um dos maiores (se não o maior) jornal brasileiro, a Folha de S.Paulo, que usou quase sempre para fins programáticos. Durante a sua vida, realizou várias campanhas de persuasão e de discussão, em todo o Brasil, voltadas para o avanço de uma alternativa nacional particular.
A sua perspectiva sempre tem sido a de que o mundo, sofrendo sob uma ditadura da falta de alternativas, precisa e quer alternativas. Alternativas poderosas, embora desenvolvidas em contextos particulares, especialmente nas configurações políticas nacionais, têm alcance mundial, como o liberalismo e o socialismo têm tido ao longo dos últimos dois séculos. Elas não são apenas as heresias locais (ele argumenta que uma ortodoxia político-econômica universal pode ser combatida com sucesso apenas por uma heresia universalizante).
O seu ponto de partida se assemelha ao dos antigos liberais e socialistas na medida em que procura combinar um foco no empoderamento do homem e da mulher comum (e não apenas uma maior igualdade de circunstâncias) com um programa para a reconstrução institucional da sociedade. Contudo, rejeitar tanto a visão tacanha da grandeza humana (formada para os liberais com o modelo da ideia aristocrática de posse de si mesmo) e o dogmatismo institucional dos liberais clássicos e dos socialistas.
A tese de Mangabeira é que a socialdemocracia institucionalmente conservadora - a persistência e o aprimoramento da socialdemocracia estabelecida em meados do século XX não são suficientes como bases para resolver os problemas mais importantes das sociedades contemporâneas. Portanto, rejeita o eixo que organiza muito do debate ideológico no mundo do Atlântico Norte hoje: a tentativa de conciliar o estilo europeu de proteção social com o estilo norte-americano de proteção social. Nega que a causa de uma sociedade livre seja adequadamente representada pelas formas econômicas, sociais e de pluralismo político que agora prevalecem mesmo nas mais livres, mais iguais e mais prósperas das sociedades contemporâneas. Procura substituir o modelo convencional hidráulico de controvérsia ideológica: mais mercado e menos governo, mais governo e menos mercado.
Entre os principais temas programáticos nesse conjunto de textos estão os seguintes.
1. O desenvolvimento de uma economia de mercado democratizada que dê sentido ao objetivo amplamente professado de estabelecer um crescimento econômico socialmente includente e que previna a economia de mercado de permanecer presa a uma única e exclusiva versão jurídico-institucional de si mesma. Tais como pontos projetados para uma ordem em que regimes alternativos de propriedade, privada e social, venham a coexistir experimentalmente dentro da mesma economia. Por exemplo, as duas principais tradições da política progressista nos Estados Unidos – proteção da pequena empresa e da pequena propriedade, e a aceitação dos grandes negócios, mas utilizando os poderes de um governo nacional forte para regulá-las – são insuficientes. Não é suficiente regular o mercado, ou atenuar suas desigualdades por meio de redistribuição compensatória e retrospectiva. É necessário refazer o seu conteúdo institucional.

O futuro de uma economia de mercado democratizada deve ser aquele em que o trabalho assalariado economicamente dependente deixe de ser a forma predominante de trabalho livre e abra caminho para o autoemprego e para a cooperação, em conjunto ou isoladamente (como os liberais e socialistas do século XIX queriam e esperavam). Também deve ser aquele em que nós organizamos a nossa relação com as máquinas de tal forma que as máquinas façam por nós tudo o que aprendemos a repetir (e, portanto, para expressar em uma fórmula, incorporada em um dispositivo físico), permitindo-nos salvar o nosso tempo para o ainda não repetível.
1. O estabelecimento de uma democracia de alta energia que: aumente o nível de engajamento popular organizado na vida pública (a temperatura da política), resolva rapidamente os impasses (o ritmo da política) e facilite a criação de contramodelos de futuro social por determinadas localidades ou setores (a fecundidade da política). Em todos estes aspectos, diminui a dependência da mudança à crise. Devemos repudiar em desenho institucional o princípio conservador (política de baixa energia), enquanto reafirma o princípio liberal (fragmentando o poder).
2. A formação de um tipo de educação que prepara a mente para ver além da circunstância imediata e para reconstruir o conhecimento recebido.
3. A organização de uma sociedade civil que garanta uma base mais sólida para a solidariedade social do que transferências de dinheiro (redistribuição compensatória e direitos sociais) podem oferecer. Tal sociedade civil é auto-organizada fora do Estado sob um regime jurídico distinto. Ela compartilha a provisão competitiva e experimental de serviços públicos. Engaja as pessoas para ajudarem a cuidar das outras fora de suas próprias famílias.
4. Uma forma de globalização que possibilite experiências alternativas na humanidade e modelos alternativos de desenvolvimento para coexistir e recusar a impor sobre a humanidade, em nome da segurança política e abertura econômica, um único modelo institucional. Essa forma de globalização é incompatível com o programa de Metternich promovido pelas grandes potências desde o final da Segunda Guerra Mundial, em nome da segurança e do livre comércio. Um mundo mais seguro para heresia, alternativas, experimentos, e também para as capacidades e as liberdades que os tornam possível, isso é o que um redirecionamento da globalização pode dar-nos.

A direção definida por essas alterações não constitui simplesmente uma mudança no conteúdo das estruturas institucionais estabelecidas. Implica também mudar sua natureza e sua relação com a nossa liberdade de desafiar estruturas. Seus textos programáticos invocam o ideal regulador de uma estrutura institucional e ideológica que o desnaturaliza. Isto é, que o torna aberto ao desafio e às mudanças e que diminui a distância entre a nossa estrutura de ação comum e os nossos movimentos de mudança de estruturas excepcionais.
Essas ideias se opõem à maioria dos pressupostos do debate ideológico no mundo de hoje. Elas também contrastam as teorias da justiça que exerceram a maior influência no mundo de fala Inglês nas últimas décadas. Faz isso ao afirmar, do ponto de vista de esquerda ou progressista, a primazia de poder da grandeza e do caráter acessório dos compromissos igualitários. Tais ideias fazem isso também por representar a reconstrução institucional como central para o desenvolvimento de nossas ideias, bem como para a melhoria da sociedade, e não como uma técnica de reflexão posterior à formulação de princípios definidos de forma independente. Elas rejeitam o modo de pensar que pede métodos filosóficos e abstrações a serviço das práticas limitadas de redistribuição compensatória por impostos e transferência que caracterizam o compromisso socialdemocrata alcançado em meados do século XX.

### Programa filosófico: metafísica, política e ética
Os escritos de Mangabeira em teoria social e programáticos têm como contraparte um programa e uma prática filosófica. O programa é situado em três momentos e obras diferentes: "Conhecimento e Política", "Paixão" e "O Homem Despertado". É ainda desenvolvido em seu trabalho em andamento, "A Religião do Futuro", antecipado em suas "palestras de Tanner" intituladas "A Religião do Futuro" e "O Futuro da Religião". O Homem Despertado representa a declaração pública mais abrangente das suas atuais posições filosóficas.
A apresentação da posição filosófica de Mangabeira e de sua evolução é a parte mais exigente de descrição de seu trabalho. Aqui, estão duas maneiras, entre outras, em que é possível introduzir a sua filosofia. Um enfoque é tomar a sua posição filosófica como um esforço para desenvolver uma visão do mundo que faça sentido aos projetos de transformação e de autotransformação: um mundo em que o tempo é real, a história é aberta, o novo é possível, o sujeito transcende estruturas e circunstâncias e em que a mente como imaginação pode prevalecer sobre a mente como máquina de modular fórmulas. Um pragmatismo radical é simplesmente uma das fontes intelectuais e inspirações de tal visão.
As disciplinas especializadas, como elas existem hoje, estão contaminados por ideias e pressupostos que inibem e corrompem nossa autocompreensão. O seu programa filosófico requer que as confrontemos e as reconstruamos. Exemplos de tal confronto e reconstrução são o seu trabalho sobre teoria social, pensamento jurídico e economia.
Um outro enfoque é o de apresentar a sua filosofia como uma tentativa de dar nova vida e novo significado a um conjunto de ideias sobre o mundo e sobre a humanidade, que são até certo ponto comuns às religiões da salvação - judaísmo, cristianismo e islamismo e pelos projetos seculares modernos de libertação política e pessoal: democracia, liberalismo, socialismo, romantismo (tanto na cultura erudita quanto na popular).
No centro das ideias, informando esta abordagem para o mundo, está uma concepção da pessoa como espírito encarnado, formado por contextos ou circunstâncias, mas infinitamente superior a eles. De acordo com essa concepção, que é um dos objetivos principais do ponto de vista de Mangabeira a se desenvolver, as estruturas institucionais e conceituais que nós construímos e habitamos são finitos em relação a nós. E somos infinitos com relação a elas. Há sempre mais em nós - em cada um de nós individualmente e em todos nós, coletivamente - do que há ou já pode estar nas estruturas institucionais e ideológicas em que nos movemos. O pano de fundo metafísico dessa concepção afirma que existe um mundo real, que o tempo é real, indo até o fim e mantendo o domínio sobre tudo, não havendo horizonte preestabelecido de estados de coisas possíveis.
As versões sagradas e profanas deste ideário podem ser descritas como uma das principais orientações espirituais surgidas na história da civilização. Mangabeira as rotula (em "A Religião do Futuro") como a luta com o mundo. Seu tema central é que há uma trajetória ascendente pelo qual podemos chegar a uma vida engrandecida, se não para a vida eterna prometida pelas religiões de salvação. Essa trajetória passa por uma autotransformação e pela transformação da sociedade. Em vez de ficarmos fora de confusões, resguardando-nos, devemos procurar confusão: a confusão faz com que a transformação e a autotransformação seja possível. Para as versões sagradas da luta com o mundo, nossos esforços são envoltos por um conjunto de transações entre um Deus transcendente e a humanidade. Para as versões profanas, nos encontramos sozinhos, sem um aliado divino.
Essa leitura do mundo contrasta com duas outras grandes orientações espirituais na história da civilização: a superação do mundo (exemplificada pelo budismo clássico e representada na história da filosofia ocidental por Schopenhauer) e a humanização do mundo (exemplificada pelos ensinamentos de Confúcio e próxima de muitas das variedades de humanismo secular contemporâneo). Para a superação do mundo, a salvação apresenta-se no esforço para nos desvencilhar da experiência ilusória fenomenal de tempo, mudança e distinção individual e no estabelecimento de contato com um ser unificado e oculto. Para a humanização do mundo, a salvação se apresenta na maneira com que nós agimos no mundo escuro, natural e indiferente aos nossos projetos. Devemos cultivar uma sociabilidade marcada pela atenção subjetiva para com os outros e pelo cumprimento das obrigações que devemos uns aos outros em virtude de nossos papéis na sociedade.
A luta dessas ideias com o mundo, agindo através dos projetos seculares de libertação política e pessoal, tem incendiado a história há mais de dois séculos, numa revolução mundial. No entanto, encontra-se agora perdida. Seus adeptos não sabem como devem ser os próximos passos: no desenvolvimento de nossas crenças sobre o mundo, na reorganização da sociedade, ou na condução da vida. Uma interpretação da filosofia recente de Mangabeira é que ela toma como seu programa a tentativa de emprestar novo vigor e sentido a esta revolução mundial interrompida, ao mesmo tempo política e espiritual.
Para este fim, o seu trabalho filosófico recente, assim como seu trabalho em curso sobre religião (A Religião do Futuro), dedicam-se, entre outras, às seguintes tarefas.
- Desenvolver uma visão que reconheça plenamente as falhas irreparáveis da vida humana: nossa mortalidade, a ausência de fundamentos (a nossa incapacidade de compreender o terreno e o âmbito da realidade do mundo ou nossa existência), e insaciabilidade (nossa busca incessante pelo ilimitado a partir do limitado, incluindo um ao outro). Não devemos tentar negá-los ou compensá-las, como as teologias e filosofias de autoajuda fazem.
- Esclarecer e radicalizar as reivindicações metafísicas dessa ortodoxia revolucionária, incluindo a singularidade do mundo, a realidade do tempo, a possibilidade do novo, e da profundidade e distinção do eu.
- Tomar como um dos vários pontos de partida do impulso que tem sido inspirado pelas formas sagradas e profanas da luta com o mundo: a esperança de que homens e mulheres podem ascender a uma vida superior, aumentando sua participação em alguns dos os atributos que são historicamente atribuídos a Deus (por exemplo, nenhuma limitação insuperável pelo contexto), enquanto renunciam outros atributos (por exemplo, poder infinito e conhecimento). A própria vida é o bem supremo.
- Enfrentar uma doença da qual todas as versões, sagradas e profanas, da luta com o mundo sofrem: distanciamento do único bem possuímos com certeza, a vida no presente. As variedades seculares e religiosas da luta com o mundo concordam em projetar o bem que elas perseguem para o futuro, seja um futuro de salvação divina além da história ou um futuro de regeneração social dentro da história. Viver para o futuro tem de ser entendido e declarado como uma forma de viver no presente como um ser não limitado pelas atuais circunstâncias de sua existência. O futuro deve ser prenunciado agora. Caso contrário, trocamos uma realidade (a vida no presente) por um fantasma (a vida no futuro).

- Rejeitar como erradas várias respostas influentes a esta doença do distanciamento da vida no presente. Uma delas é o prometeísmo (exemplificada pela filosofia de Nietzsche): a negação da morte através do cultivo de poder individual. Outro é um paganismo revivido (exemplificado pela filosofia posterior a Heidegger): após sermos aterrorizados com a perspectiva da morte, nos rendemos à adoração de um sujeito radiante.
- Acima de tudo, explorar o conteúdo detalhado das formas de autotransformação e de mudança social que nos permitiriam persistir em nossa busca por uma vida engrandecida.
É neste contexto que tanto a teoria social antinecessitária e os escritos programáticos de Mangabeira são mais bem compreendidos. A reconstrução da sociedade deve ser acompanhada por uma reorientação da conduta de vida. Em seu trabalho recente e em curso, Mangabeira explora essa reorientação em vários vocabulários. Um desses vocabulários é aquele antigo, referente às virtudes: uma visão que investiga a relação entre as virtudes de conexão, libertando-nos de nosso egocentrismo - respeito, equidade, paciência, juntamente com as virtudes que permitem coragem, as virtudes da purificação, libertando o menos importante para o mais vital: simplicidade, entusiasmo, atenção, e as virtudes da divinização, libertando-nos da depreciação e conectando transcendência com o amor - a abertura para a outra pessoa e para o novo.
Outro vocabulário desenvolve este ponto de vista moral através de uma exploração de incidentes de formação em uma vida humana, terminando na luta contra a múmia de compromisso e de rotina que começa a se formar em torno de cada um de nós e dentro da qual morremos muitas pequenas mortes. Deve ser a nossa ambição: morrer apenas uma vez.

### Filosofia natural
Nos últimos anos, passou a estender este programa filosófico para a filosofia natural. Está escrevendo um livro, provisoriamente intitulado “A Singularidade do Mundo e da realidade do tempo”, com o cosmólogo Lee Smolin. Cada um deles irá apresentar um argumento inteiro a partir de nossas diferentes perspectivas.
A física e a cosmologia do século XX derrubou a ideia de um pano de fundo invariante de espaço e tempo. Ao fazê-lo, no entanto, reafirmaram a ideia de um pano de fundo de leis naturais imutáveis. Devemos agora reverter essa ideia também. Cosmologia deve se tornar uma ciência histórica .
Uma forma de explicação científica (que distingue, por exemplo, as condições iniciais e um espaço de configuração em que os fenômenos são governados por leis imutáveis) que serve para explorar partes da natureza não pode legitimamente ser implantado para explicar todo o universo e sua história.
No novo livro, Mangabeira desenvolve três conjuntos de afirmações.
1. Existe apenas um mundo real. Noções de múltiplos mundos (o "multiverso") não causalmente ligados um com o outro são justificados pelo que a ciência descobriu sobre o mundo, e ameaçam reduzir a ciência natural a alegoria metafísica.
2. Tempo é real, passa por todos os caminhos, e toca tudo. Tudo muda, inclusive as formas de mudança. Tempo é a transformação de transformação.
3. Matemática não é um privilégio de atalho para as verdades eternas. Também não é a livre invenção de uma linguagem simbólica. É uma exploração visionária de um simulacro do mundo real, encharcado de tempo, em que o tempo e a distinção fenomenal foram sugados para fora. Sua utilidade é inseparável de suas limitações. A ideia de leis eternas da natureza é o presente envenenado da matemática para a física. Ela acaba por ser incompatível com as implicações das descobertas cosmológicas mais importantes: que o universo tem uma história.

### Perplexidades animadoras
A apresentação deste corpo de trabalho seria morto se não conseguisse relacionar as ideias com enigmas que preocuparam Mangabeira desde o início.
Como podemos manter viva a tradição de pensamento que tem despertado grande parte da humanidade ao longo dos últimos séculos e sob que orientação a ortodoxia revolucionária agora desorientada pode continuar sua ascensão? Como podemos resgatar as ideias mais poderosas sobre a sociedade - que reconhecem todos os nossos arranjos como feitos e imaginados e, portanto, suscetíveis de serem reimaginados e refeitos - a partir do abandono das necessidades falsas? Como podemos rever as disciplinas especializadas, especialmente os veículos duplos da imaginação institucional, o pensamento jurídico e a economia - para que sirvam a este programa de discernimento e libertação? Como podemos afirmar na filosofia a prerrogativa da mente para desafiar as ortodoxias e os preconceitos sobre estas e outras formas de conhecimento especializado, sem cair de volta na ideia da filosofia como um super-ciência? Como restabelecer em nossa circunstância a concepção central do homem como vinculado ao contexto e como transcendente ao contexto? Por quais esforços políticos e morais de transformação podemos continuar a nos fazer mais humano e mais divino, sem autodeificação ou idolatria? O que devemos fazer para que possamos morrer uma só vez? E para que possamos estabelecer arranjos e práticas que reconheçam e apoiem os nossos poderes de transcendência? O que há além da socialdemocracia institucionalmente conservadora? E além das fórmulas vazias ou escravizantes do humanismo secular convencional? Como podemos não só renovar o programa de esquerda nas sociedades contemporâneas, mas dar-lhe um caráter mundial, agora que não podemos mais contar com as ilusões marxistas e que nações e estados soberanos ocupam grande parte do espaço que a teoria marxista atribuiu às classes? Como devemos reinventar a forma e o conteúdo da revolução mundial nesta era contrarrevolucionária? Como podemos pensar e agir? E como podemos fazer tudo isso sem sucumbir à tentação de negar nossa mortalidade, nossa falta de fundamento e nossa insaciabilidade? Tendo em conta estes defeitos incuráveis da condição humana, para o que estamos autorizados a ter esperança? Como podemos mudar o mundo e nós mesmos, à luz da esperança e da imaginação?

##### Alguns conceitos
Crítica ao fetichismo estrutural e ao fetichismo institucional
A abordagem de Mangabeira o afasta dos marxistas "convencionais", que adotam sem restrições a teoria social de estrutura profunda(deep-structure social theory). A teoria social de Mangabeira pode ser entendida como um esforço para defender a ideia de "sociedade como  artefato" . Para ele,  "a sociedade é feita e imaginada, ou seja, é um artefato humano, mais do que a expressão de  uma ordem natural subjacente." Mangabeira também se distancia dos cientistas sociais positivistas e das práticas niilistas da desconstrução pós-moderna. De maneira inovadora, o filósofo se utiliza do conceito de contextos formadores, os quais são suscetíveis de revisão e "desentrincheiramento" (disentrenchment)
Segundo Perry Anderson a noção de contextos formadores, tal como formulada por Mangabeira, "apresenta-se expressamente como uma alternativa ao modo de produção da tradição marxista". Um contexto formador é algo menos rígido, menos exato, mais singular do que um modo de produção: "Trata-se de um grupamento institucional ideológico acidental que regula as expectativas normais e os conflitos rotineiros relativos à distribuição dos principais recursos." Ainda que as restrições do  contexto formador  não possam ser evitadas, é possível torná-lo mais aberto à contestação e a revisões. Nesse sentido, Unger introduz a noção de capacidade negativa, que se coloca diante de um certo grau de abertura e da possibilidade de "desentrincheiramento" de um contexto formador. A capacidade negativa  – entendida como uma dimensão da liberdade humana - indica a vontade humana ativa e a capacidade de transcender um contexto formador mediante sua negação em pensamento ou ato. Portanto, aumentar a capacidade negativa significa criar contextos institucionais mais suscetíveis à  revisão – reduzindo-se a lacuna entre estrutura e rotina, revolução e reforma, movimento social e institucionalização. Para Mangabeira, há uma relação direta entre o "desentrincheiramento" dos contextos formadores e o avanço em direção ao progresso material e à emancipação individual. Apesar de reconhecer a persistência e o poder dos contextos formadores, Unger lhes retira a aura de necessidade ou de autoridade superior.
Para o autor, o fetichismo estrutural corresponde à negação da possibilidade de mudar a qualidade dos contextos formadores.  Um fetichista estrutural é, segundo ele,  um relativista cético ou um niilista - posições teóricas que Mangabeira considera pseudo-radicais, por  resultarem na aceitação da crença de que tudo é contextual, e, portanto, só nos resta escolher um contexto social e jogar de acordo com suas regras - em vez de mudar a qualidade de suas defesas (suas trincheiras). O desentrincheiramento dos contextos formadores daria uma solução para o dilema pós-moderno, que se tornou uma forma de conservadorismo. O relativismo ou a perda da fé num padrão absoluto de valor, não necessariamente nos submete à ordem institucional existente: é possível lutar para transformar contextos institucionais e discursivos.
Já o fetichismo institucional refere-se a uma identificação imaginada entre dispositivos institucionais (que, em grande parte seriam acidentais) a conceitos institucionais abstratos, tais como democracia representativa, economia de mercado ou sociedade civil livre. Para Mangabeira, trata-se apenas de um conjunto de dispositivos governamentais e econômicos que, por acaso, triunfaram na Europa moderna. O fetichismo institucional pode estar no liberal clássico, que identifica democracia representativa com  economia de mercado.  Pode estar também no marxismo mais ortodoxo, que trata esses mesmos dispositivos como um estágio indispensável na caminhada em direção a uma futura ordem regenerada, cujo conteúdo se considera estabelecido. O fetichista institucional também pode ser o cientista social positivista ou o administrador pragmático, que aceita, sem discussão, as práticas correntes como sendo a estrutura que garante o equilíbrio de interesses. Como exemplos de fetichismo institucional, Mangabeira cita o que chama de  "história mítica da democracia" e "história mítica dos direitos privados". Contrário a essas histórias míticas, ele procura mostrar o caráter contingente dos dispositivos institucionais das democracias representativas contemporâneas, assim como das economias de mercado. O regime vigente de propriedade e contrato, por exemplo, seria menos um reflexo de uma lógica profunda de necessidades econômicas e sociais do que o resultado incerto de lutas políticas. Portanto, poderia ter assumido outras formas institucionais.

## Na vida pública

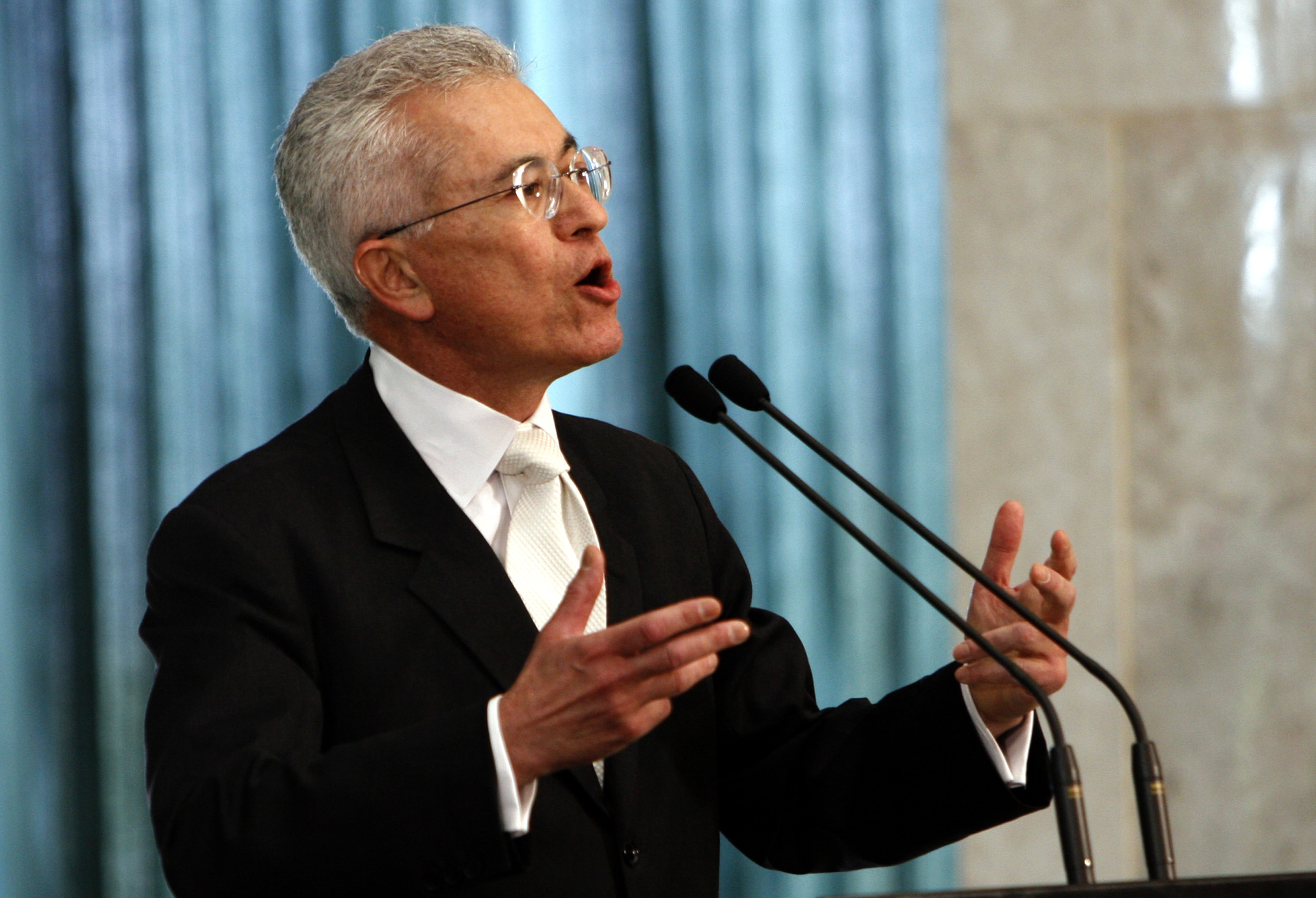
Em 19 de junho de 2007, na posse como ministro-chefe da Secretaria de Planejamento de Longo Prazo (depois ministro extraordinário de Assuntos Estratégicos). Foto: Fabio Pozzebom/ABr

A ideia de construir uma sociedade com instituições econômicas e políticas próprias tem emprestado sentido a toda a atuação de Mangabeira no Brasil. A sua imersão na política brasileira ocorreu no final do regime militar, quando atuou no antigo MDB, sendo, inclusive, o responsável pela redação do manifesto de criação do PMDB. Em seguida, assessorou Leonel Brizola em suas duas tentativas de se eleger Presidente da República em 1989 e 1994. A partir de então, se associou a Ciro Gomes, com quem participou das eleições presidenciais de 1998 e 2002. Em 1999, disputou a prefeitura de São Paulo pelo PPS, tendo sido acusado de distribuir dinheiro entre os filiados do partido para vencer a disputa interna com o também candidato Emerson Kapaz. Enfraquecido pelas denúncias, desistiu da candidatura.
Todo o engajamento de Mangabeira no debate político nacional tem se pautado pela busca incessante de uma alternativa que interrompa a lógica de transferência maciça de riqueza das mãos de trabalhadores e produtores para os bolsos de rentistas, mas não sendo apenas mais uma forma de "humanizar o inevitável" por meio de políticas sociais compensatórias e assistencialistas.
Em suas formulações programáticas atuais, Mangabeira tem procurado operar simultaneamente em dois planos: "rebelião nacional e organização internacional". De um lado, propõe formas alternativas de globalização - a reorientação do regime internacional do comércio, a reorganização das instituições multilaterais do sistema Bretton Woods e um conjunto de entendimentos entre as potências médias (China, Rússia, Índia e Brasil) que permitiriam pouco a pouco transformar a natureza da hegemonia americana. Tudo isso para criar uma forma de globalização mais propícia ao pluralismo. De outro lado, sustenta que a energia para lutar por essa reconstrução do regime global tem de vir da tentativa de reorientar os projetos nacionais. A construção de um projeto nacional de desenvolvimento baseado na ampliação de oportunidades  econômicas e educacionais para a maioria dos  brasileiros tem sido o principal sentido de sua ação na vida pública brasileira ao longo de mais de trinta anos.

### Pré-candidatura
Em 2005, tentou postular a presidência da República pelo PDT e depois pelo PHS, tendo obtido apoio de Caetano Veloso, um dos entusiastas de sua ação pública no Brasil. Porém, a sua candidatura não se concretizou.

### Plano Amazônia Sustentável(PAS)
Em 8 de maio de 2008, o ministro recebeu de Lula a responsabilidade de coordenar o Conselho Gestor do Plano Amazônia Sustentável (PAS) em detrimento da ex-ministra do Meio Ambiente, Marina Silva. Essa decisão do presidente causou, 5 dias após a apresentação do PAS, a renúncia da ministra.
| “ | É a primeira vez em nossa história nacional que a Amazônia está no centro da atenção coletiva e há uma grande convergência no país sobre a tese do desenvolvimento sustentável. Há muito poucos brasileiros que entendem que a Amazônia deva ser preservada como um santuário vazio de gente e de atividades. E também, felizmente, muito poucos que julgam que o preço do desenvolvimento da Amazônia deva ser a entrega da região a atividades econômicas predatórias. A grande maioria insiste na reconciliação da preservação com o desenvolvimento. Nós vamos trabalhar dia e noite pra isso. O ambiente é de mobilização total. | ” |

### Obras próprias
- Conhecimento e Política, Editora Forense, 1978.[49]
- O Direito Na Sociedade Moderna: Contribuição à Crítica da Teoria Social, Civilização Brasileira, 1979.[50]
- A Alternativa Transformadora: como democratizar o Brasil. Guanabara Koogan, 1990.[51]
- Paixão: um Ensaio Sobre a Personalidade, Boitempo Editorial, 1998. ISBN 8585934212[52]
- Democracia Realizada: a Alternativa Progressista, Boitempo Editorial, 1999. ISBN 8585934425[53]
- A Segunda Via: Presente e Futuro do Brasil, Boitempo Editorial, 2001. ISBN 858593459X[54]
- Política: os Textos Centrais, Boitempo Editorial, 2001. ISBN 8585934794[55]
- O Direito e o Futuro da Democracia, Boitempo Editorial, 2004. ISBN 8575590057[56]
- Necessidades Falsas, Boitempo Editorial, 2005. ISBN 8575590677[57]
- O que a esquerda deve propor, Civilização Brasileira, 2008. ISBN 978-85-200-0844-7[58]
- A Reinvenção do Livre-Comércio: A Divisão do Trabalho no Mundo e o Método da Economia, Editora da FGV.[59]
- Depois do colonialismo mental: repensar e reorganizar o Brasil, editora Autonomia Literária, 2018. ISBN 978-85-69536-24-6.
- A Economia do Conhecimento, editora Autonomia Literária, 2018. ISBN 978-85-69536-29-1
- O Homem Despertado, Civilização Brasileira; 1ª edição 2020 (tradução do livro originalmente publicado em inglês em 1997). ISBN 8520014038
- Governar o Mundo sem Governo Mundial, editora Leya; 1ª edição,2022. ISBN 978-6556431949

### Obras em parcerias
- Participação Salário e Voto: um Projeto de Democracia para o Brasil, com Edmar Lisboa Bacha, Editora Paz e Terra, 1978.
- O Futuro do Progressismo Americano, com Cornel West, Editora Revan. ISBN 8571061696
- O Próximo Passo: uma Alternativa Prática para o Brasil, com Ciro Gomes, Editora Topbooks, 1996. ISBN 8586020362